# Готфрид III (Райхенбах)
Готфрид III фон Райхенбах (на немски: Gottfried III. von Reichenbach; * ок. 1210; † сл. 9 септември 1279) е последният граф от род Райхенбах-Вегебах, клон на рода на графовете на Гозмар, който от 1089 г. се нарича на замък Райхенбах в днешната част Райхенбах на град Хесиш Лихтенау в Северен Хесен. Фамилията му Райхенбах е клон на род Цигенхайн.
Той е третият син на Хайнрих III фон Райхенбах-Вегебах, Цигенхайн и Вилденберг (* 1186; † 1250) и съпругата му Берта фон Билщайн († сл. 1220), дъщеря на граф Вигер V фон Билщайн († сл. 1205). Внук е на граф Хайнрих I фон Райхенбах († сл. 1162), катедрален фогт на Фулда. Правнук е на граф Попо I фон Райхенбах († 1156) и Берта фон Фелсберг († сл. 1146).
Брат е на Хайнрих IV (†сл. 1229), който става монах и еремит, и Вигер († 1243). Баща му и брат му Хайнрих IV влизат през 1219/1221 г. в Тевтонския орден и оставят графството на брат му Вигер.
Готфрид тогава е още ученик. Той не е доволен от наследството си и води множество битки с брат си Вигер и с граф Витекинд (Видекинд) фон Билщайн, братът на майка му Берта. Той има също конфликти с роднините си Цигенхайн, особено с Буркхарт фон Цигенхайн († 1247), от 1247 г. архиепископ на Залцбург, който защитава интересите на Зигфрид III фон Епщайн, който 1247 г. става архиепископна Майнц. През 1229 г. Готфрид е затворен от брат му Вигер и чичо му Видекинд, но успява да избяга. Той е противник на архиепископа на Майнц Зигфрид III фон Епщайн и през 1236 г. попада в ръцете на враговете си, освободен е едва през 1237 г.
През 1250 г. той трябва да препише всичките си даренията на роднината си Бертхолд I фон Цигенхайн.
Готфрид прави множество дарения на манастир Хайна, основан от предците му, дори през 1236 г. цялата си и на съпругата му собственост.
Готфрид купува с наследството на съпругата му от 1236 г. Мехтхилд имение във Вюрцбург, където живее от 1277 г.
Готфрид III фон Райхенбах умира през 1279 г. С него измира род Райхенбах по мъжка линия.
Наследството заедно със замък Райхенбах и голямата им териториална собственост, според договор от 1233 г. между Бертхолд I фон Цигенхайн и Конрад фон Тюринген от род Лудовинги, отиват на Хайнрих I, ландграф на Хесен.

## Фамилия
Готфрид III фон Райхенбах се жени сл. 1236 г. за Мехтилд фон Кефернбург († между 8 януари 1247 и 14 август 1277), вдовица на Хайнрих фон Тримберг († 1236), незаконна дъщеря на граф Гюнтер III фон Шварцбург-Кефернбург († 1223). Бракът е бездетен.